# أندرو كاري
أندرو كاري (بالإنجليزية: Andrew Curry)‏ هو كاتب سيناريو ومنتج أفلام وممثل أسترالي، ولد في 2 يوليو 1972 في ملبورن في أستراليا.

## وصلات خارجية
- أندرو كاري على موقع IMDb (الإنجليزية)
- أندرو كاري على موقع ألو سيني (الفرنسية)
- أندرو كاري على موقع أول موفي (الإنجليزية)
- أندرو كاري على موقع قاعدة بيانات الفيلم (الإنجليزية)
- أندرو كاري على موقع كينوبويسك (الروسية)